# Давід Арутюнян (шахіст)
Давід Арутюнян (нар. 31 травня 1984, Тбілісі) – грузинський шахіст, гросмейстер від 2006 року.

## Шахова кар'єра
У 1995-2000 роках неодноразово представляв Грузію на чемпіонатах світу та Європи серед юніорів у різних вікових категоріях. У 2006 році виборов бронзову, а в 2007 році – срібну медаль чемпіонату країни. Двічі (2006, 2008) представляв Грузію на шахових олімпіадах, також був учасником командного чемпіонату Європи (2007).
Гросмейстерські норми виконав у Пардубице (2002) і в Москві (2005 і 2006, в обох випадках на турнірах Аерофлот опен–A2). Досягнув низки успіхів у міжнародних турнірах, перемагаючи або ділячи 1-ші місця, зокрема, в таких містах, як:
- 2001 – Тбілісі (разом з Леваном Панцулаєю),
- 2004 – Москва (разом із, зокрема, Джакаєм Джакаєвим і Георгієм Багатуровим),
- 2005 – Тбілісі, Стамбул (разом з Олександром Карпачовим, Вугаром Гашимовим, Костянтином Шанавою, Леваном Панцулаєю, Євгеном Мірошниченком, Живко Братановим і Михайлом Кекелідзе),
- 2006 – Москва (разом із, зокрема, Мікеле Годеною, Юрієм Дроздовським, Мерабом Гагунашвілі, Русланом Щербаковим та Ігорем Курносовим), Тбілісі (разом з Акакієм Шаламберідзе),
- 2007 – Каппель-ла-Гранд (разом з Юрієм Дроздовським, Ван Юе, Вугаром Гашимовим, Василем Ємеліним і Євгеном Мірошниченком),
- 2008 – Каппель-ла-Гранд (разом з Андрієм Дев'яткіним, Юрієм Криворучком, Васіліосом Котроніасом, Вугаром Гашимовим, Костянтином Чернишовим, Ервіном Л'Амі і Сергієм Федорчуком), Обертварт (разом із, зокрема, Младеном Палацом, Давітом Шенгелією, Робертом Рабігою і Імре Херою),
- 2009 – Оломоуць (разом з В'ячеславом Захарцовим).

Найвищий рейтинг Ело в кар'єрі мав станом на 1 квітня 2008 року, досягнувши 2593 очок займав тоді 7-ме місце серед грузинських шахістів.

## Зміни рейтингу
| На цьому місці має відображатися графік чи діаграма, однак з технічних причин його відображення наразі вимкнено. Будь ласка, не видаляйте код, який викликає це повідомлення. Розробники вже працюють для того, щоби відновити штатне функціонування цього графіка або діаграми. | |
| | На цьому місці має відображатися графік чи діаграма, однак з технічних причин його відображення наразі вимкнено. Будь ласка, не видаляйте код, який викликає це повідомлення. Розробники вже працюють для того, щоби відновити штатне функціонування цього графіка або діаграми. |